# Afrikaanse tekenkoorts

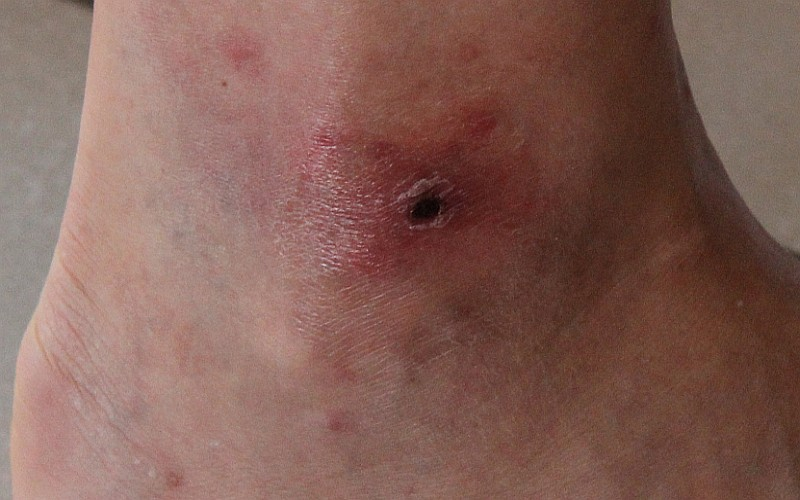
Huidafwijking op een been bij Afrikaanse tekenkoorts

Afrikaanse tekenkoorts is een infectieziekte die wordt veroorzaakt door Rickettsia africae, een bacterie uit de familie Rickettsiaceae. Deze aandoening komt voor in Afrika en Caribisch gebied. De overdracht vindt plaats via teken.

## Overdracht
Rickettsia africae komt voor in grote delen van ruraal Afrika ten zuiden van de Sahara en tevens in het oostelijke Caribische gebied. Het is de vaakst gerapporteerde rickettsiose bij reizigers (87%). De voornaamste vector is de tropische bonte teek (Amblyomma variegatum), een soort die wijdverspreid is over Afrika ten zuiden van de Sahara en onder meer in droge savannes voorkomt. Ook teken uit de geslachten Dermacentor en Rhipicephalus kunnen als vector dienen. Evenhoevigen en onevenhoevigen, zowel vee als wilde soorten, fungeren als reservoir voor Rickettsia africae. 

## Klinisch beeld
Het klassieke klinische beeld van Afrikaanse tekenkoorts bestaat uit koorts, hoofdpijn, spierpijn van de nek, één of meerdere eschars met regionale lymfeklierontsteking en een huiduitslag met maculaire of vesiculaire laesies. Afrikaanse tekenkoorts heeft een gunstig beloop en mortaliteit is niet beschreven. Behandeling is antibiotisch. 